# Jef Vliers
Joseph Vliers, dit Jef Vliers, est un footballeur  et entraîneur belge né le 18 décembre 1932 à Tongres (Belgique) et mort le 19 janvier 1995 à Tongres .

## Biographie
Débutant comme attaquant au Patria FC Tongres, il rejoint le Racing de Bruxelles, avant de jouer au Royal Beershot VAC.
Il a terminé meilleur buteur du Championnat de Belgique avec 25 buts en 1958.
Jef Vliers a joué 6 fois avec l'équipe nationale belge entre 1955 et 1963. Il était présélectionné dans l'équipe pour la Coupe du monde en 1954, mais il n'a pas joué.
Enfin, de 1959 à 1966, il a fait partie du Standard de Liège.

## Palmarès
- International belge de 1955 et 1963 (6 sélections)
- Champion de Belgique en 1961 et 1963 avec le Standard de Liège
- Vice-Champion de Belgique en 1962 et 1965 avec le Standard de Liège
- Meilleur buteur du Championnat de Belgique en 1958 (ex aequo avec Jef Van Gool, 25 buts)